# Thí nghiệm trên loài gặm nhấm

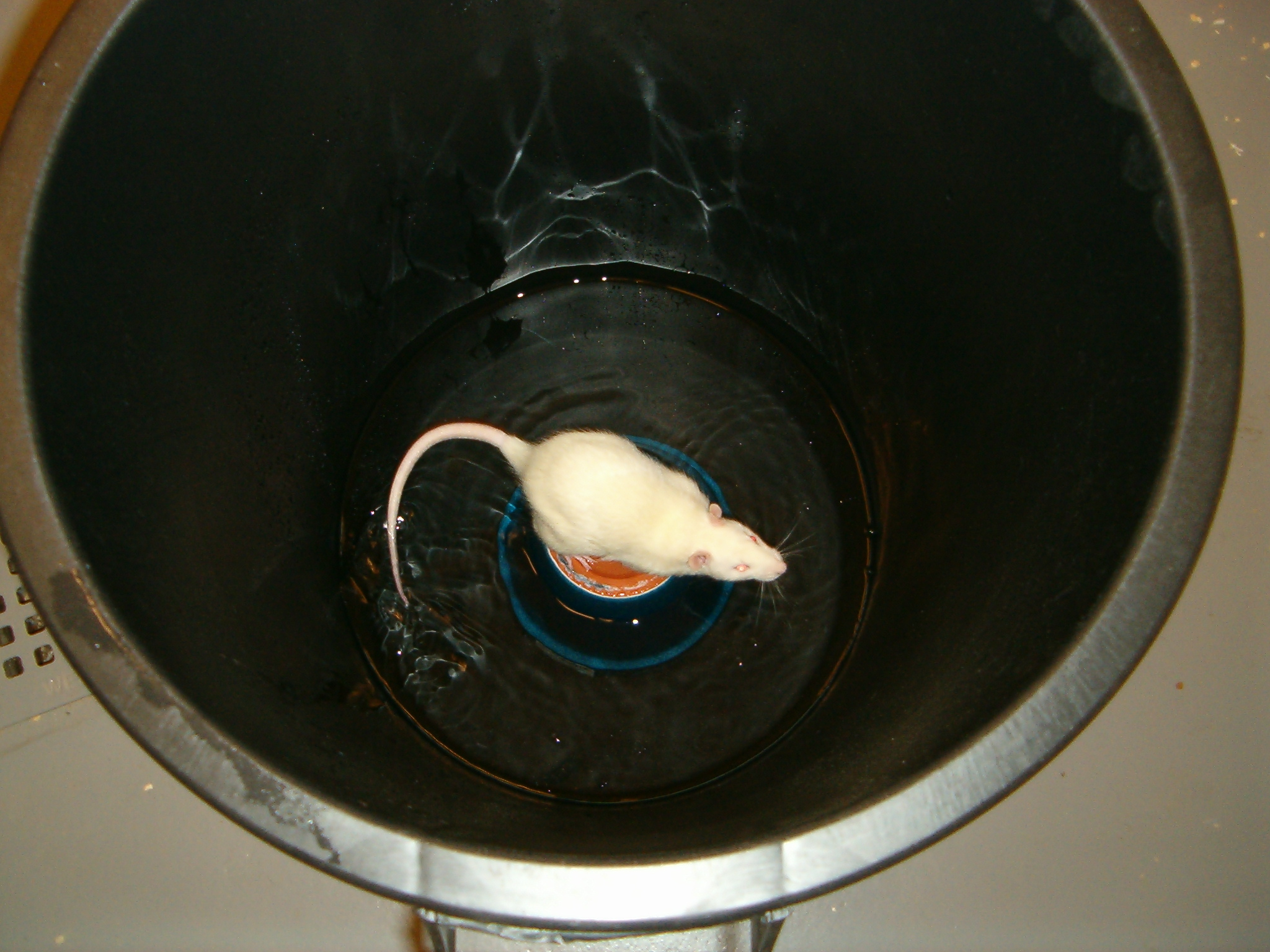
Một con chuột bạch trong một ca thí nghiệm

Thí nghiệm trên loài gặm nhấm là việc thực hành các nghiên cứu, thí nghiệm, thực nghiệm khoa học được thực hiện trên cơ thể các loài động vật gặm nhấm mà chủ yếu là các loài chuột. Các loài gặm nhấm thường được sử dụng trong các thử nghiệm sinh vật (thí nghiệm trên động vật), đặc biệt là chuột (chuột cống và chuột nhắt), mà còn là chuột lang, chuột Hamster, chuột nhảy Gerbil và các loài họ hàng nhà chuột khác. 

## Đại cương
Chuột là loài động vật có xương sống được sử dụng phổ biến nhất, do tính sẵn có của chúng, kích thước, chi phí thấp, dễ xử lý và tốc độ sinh sản nhanh, đặc biệt chúng là sinh vật có nhiều sự tương đồng về gen với con người cũng như những tập tính xã hội. Tại Anh vào năm 2015, đã có 3,33 triệu lượt thí nghiệm đối với động vật gặm nhấm (chiếm 80% tổng số lượt thí nghiệm trong năm đó). Các loài phổ biến nhất là chuột nhắt (3,03 triệu thủ thuật, chiếm 73% tổng số) và chuột cống (268,522, hay 6,5%). Các loài gặm nhấm khác gồm chuột lang hay lợn guinea (21,831/0,7%), chuột Hamster (1,500/0,04%) và chuột nhảy gerbil (278/0.01%).
Ở Mỹ, số chuột và chuột đã sử dụng không được báo cáo nhưng ước tính khoảng từ 11 triệu đến khoảng 100 triệu đầu con. Năm 2000, Phòng Nghiên cứu Liên bang, Thư viện Quốc hội, xuất bản kết quả phân tích cơ sở Dữ liệu Chuột /Chim và Cơ sở dữ liệu Chim: Các nhà nghiên cứu, nhà tạo mẫu, người vận chuyển và các Nhà Triển lãm. Hơn 2.000 tổ chức nghiên cứu được liệt kê trong cơ sở dữ liệu, trong đó có khoảng 500 ca nghiên cứu và trong số này, có 100 nhân viên của FRD đã liên hệ trực tiếp.
Các tổ chức này bao gồm các bệnh viện, các tổ chức chính phủ, các công ty tư nhân (các công ty dược, nghiên cứu thực hành), các trường đại học/cao đẳng, một vài trường trung học và các viện nghiên cứu. Trong số 2.000 ca thì có khoảng 960 được quy định bởi USDA; 349 của NIH; và 560 được công nhận bởi AALAC. Khoảng 50 phần trăm các tổ chức liên lạc tiết lộ một số lượng cụ thể hoặc xấp xỉ của động vật trong phòng thí nghiệm của họ. Tổng số động vật cho các tổ chức này là: 250.000-1.000.000 con chuột cống; 400-2.000.000 con chuột nhắt; và 130.000-900.000 con chim.